# Gérecz Károly
Gérecz Károly (Sajószentpéter, Borsodmegye, 1844. május 7. – Sárospatak, 1910. július 11.) református néptanító.

## Életútja
Nemes Gérecz István kovácsmester és sassi Szabó Eszternek fia. Atyja korán elhúnyván, szűk anyagi viszonyok közt maradt anyja kovács-mesterségre adta. Mesterségét azonban csakhamar elhagyta a tanulni vágyó ifjú, aki Sárospatakra ment, hol a jószívű tanárok pártfogásukba fogadták, könyvekkel ellátták és megélhetéséről gondoskodtak. A VI. gimnáziumi osztályt elvégezvén, segédül hívták meg szülőfölde népiskolájához, hol továbbra is marasztották. 1863-ban Felsőnyárád választotta meg rendes tanítónak. Innét 1868-ban Sárospatakra hívták meg a népiskolához, hol az állami képzőben tanítói oklevelet szerzett. Tagja volt a sárospataki irodalmi körnek és az egyházmegyei tanügyi bizottságnak.
Cikkei a következő lapokban jelentek meg:
Néptanítók Lapja (1869. 1871. Az ördög, 1872. Kérdések és feleletek az elemi tankönyvekben), Magyar Néptanító, Független Polgár, Protestáns Egyházi és Iskolai Lap, Hasznos Mulattató, Képes Gyermeklap, Zemplén, Nagy-Kúnság, Miskolcz stb. A Vasárnapi Ujság olvasói előtt pedig mint jeles sakkista ismeretes. Rendes bírálója az egyházkerület részéről a népiskolai tankönyveknek.

## Munkái
- Gyászdalok és bucsuhangok. Prot. temetkezési használatra. Sárospatak, 1873.
- Népiskolai tanterv. A tiszáninneni ref. egyházkerület népiskolái számára. Sárospatak, 1877.
- Árvay József ABC az irvaolvastató tanmód szerint összeállítva. Sárospatak, 1880. (Középrészét teljesen átdolgozta, imákkal és számtannal kibővítette.)
- Népiskolai földrajz. Sárospatak, 1882. (Soltész Ferencz Világ- és földismeret cz. munkájának átdolgozása. Ism. Prot. Egyh. és Isk. Lap 1884.)

Kéziratban: Magyar polgári jogok és kötelességek (1878), Vezérkönyv a népiskolai számtanításban s ehhez való példatár, Vallásos erkölcsi nevelés az elemi iskola I. osztályában és Népiskola Verstára.